# Megalomus pictus
Megalomus pictus is een insect uit de familie van de bruine gaasvliegen (Hemerobiidae), die tot de orde netvleugeligen (Neuroptera) behoort. 
Megalomus pictus is voor het eerst wetenschappelijk beschreven door Hagen in 1861.